# جاستن هنت
جاستن هنت (بالإنجليزية: Justin Hunt)‏ هو صانع أفلام أمريكي، ولد في 16 سبتمبر 1976.

## روابط خارجية
- جاستن هنت على موقع IMDb (الإنجليزية)
- جاستن هنت على موقع قاعدة بيانات الفيلم (الإنجليزية)